# Prințesa Madeleine, Ducesă de Hälsingland și Gästrikland
Prințesa Madeleine, Ducesă de Hälsingland și Gästrikland (Madeleine Thérèse Amelie Josephine; n. 10 iunie 1982) este cel mai mic copil al regelui Carl XVI Gustaf al Suediei și al Reginei Silvia a Suediei.

## Biografie

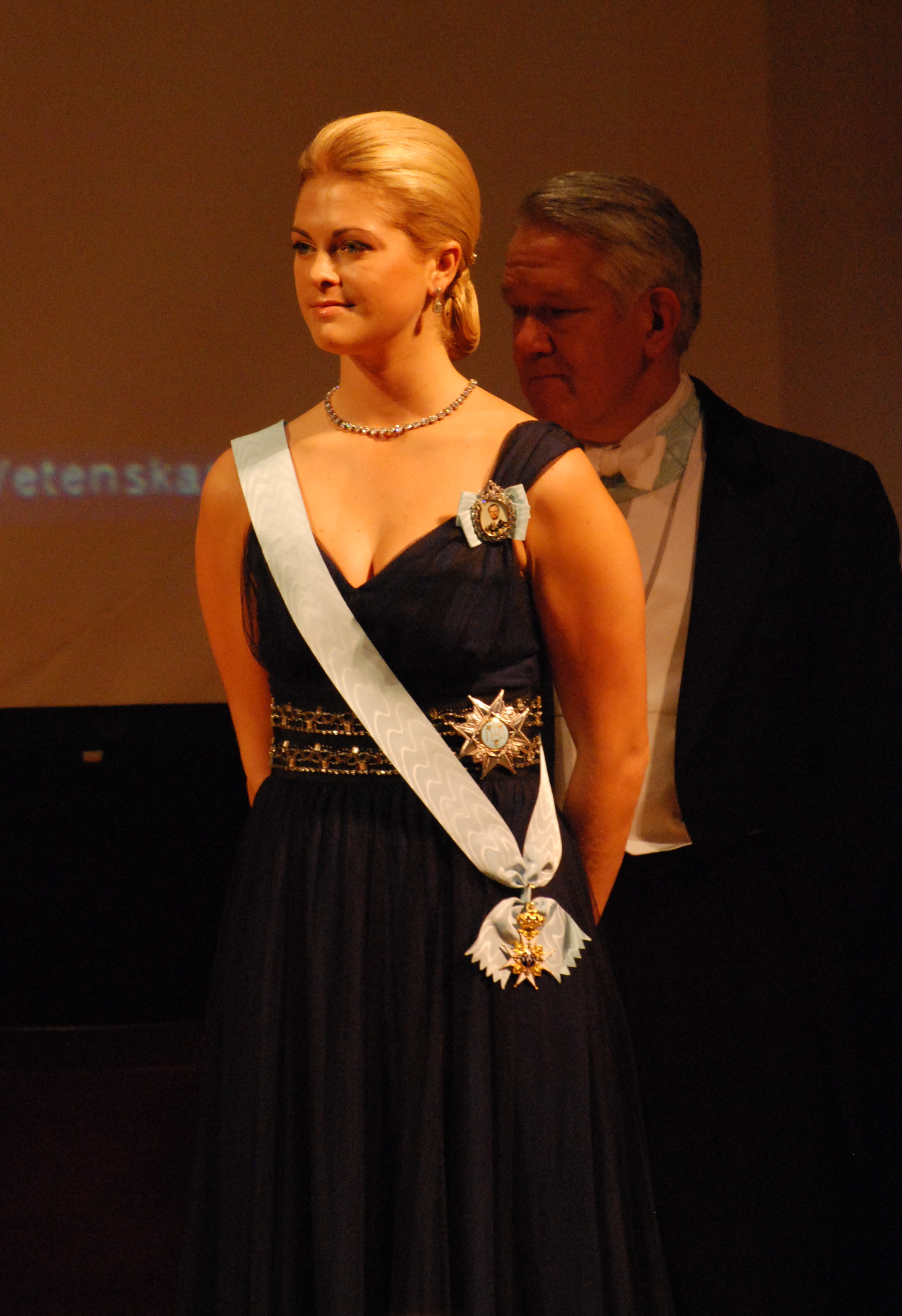
Prințesa Madeleine

Madeleine este a șaptea în ordinea succesiunii la tronul suedez (după sora ei, Prințesa Victoria a Suediei, nepoata ei, Prințesa Estelle, nepotul ei, Prințul Oscar, fratele ei, Prințul Carl Philip al Suediei și nepoții săi, Alexander și Gabriel, fiii prințului Carl). Prin tatăl ei este stră-stră-strănepoată a reginei Victoria a Regatului Unit. Al patrulea nume al său, Josephine, este dat în onoarea străbunicei sale, Josephine de Leuchtenberg, regină a Suediei și a Norvegiei, fiica lui Eugène de Beauharnais, fiul împărătesei Joséphine de Beauharnais cu primul ei soț. Prințesa Madeleine s-a născut la Palatul Drottningholm și a fost botezată la 31 august 1982.
În 2008 a fost inclusă pe poziția a 12-a pe lista "20 Hottest Young Royals", conform Forbes Magazine.
La 8 iunie 2013, la Stockholm, s-a căsătorit cu Christopher O'Neill, un om de afaceri american de origine britanică.
Prințesa Madeleine și Christopher O'Neill au trei copii:
- Prințesa Leonore (n. 20 februarie 2014)
- Prințul Nicolas (n. 15 iunie 2015)
- Prințesa Adrienne (n. 9 martie 2018)